# 沃尔特·图克斯伯里
沃尔特·比尔兹利·图克斯伯里（英語：Walter Beardsley Tewksbury，1876年3月21日—1968年4月24日），美国男子田径运动员。他曾在1900年夏季奥运会上获得5枚奖牌，包括2枚金牌、2枚银牌和1枚铜牌。